# Szászy Béla
Szászy Béla (Pócsmegyer, 1865. november 26. – Budapest, 1931. június 17.) magyar jogász, az MTA levelező tagja (1931). Fia, Szászy István (1899–1976) jogász, az MTA tagja.

## Életpályája
Szülei Szászi István lelkész és Poór Etel voltak. 1888-ban a budapesti tudományegyetemen jogtudomány doktori oklevelet kapott. 1889–1892 között Kecskeméten jogakadémiai tanár volt. 1892-ben a bíróság szolgálatába lépett, majd az igazságügyminisztérium törvényelőkészítő osztályára került. 1913–1918 között miniszteri tanácsosi rangban dolgozott. 1918–1919 között, valamint 1919–1931 között államtitkár volt. 1919. augusztus 7-től augusztus 15-ig Magyarország igazságügyminisztere volt. 1931-ben a Magyar Tudományos Akadémia levelező tagja lett.
Jelentős a Magyar Magánjog Törvénykönyvének tervezetével (1928) kapcsolatban kifejtett munkássága, mellyel lényegesen befolyásolta a bírói gyakorlatot is. Bizonyos vonatkozásokban felismerte a közjog-magánjog felosztás tarthatatlanságát, egyébként azonban a törvénykönyv általa irányított tervezete – az általános politikai helyzetnek megfelelően – számos retrográd vonatkozást is (házassági vagyonjog, öröklési jog, hitbizományi jog stb.) tükröz.

## Művei
- Az alapítvány létrejötte (Budapest, 1906)
- Az alapítvány létrejövetelének kérdése a bírói joggyakorlatban (Budapest, 1916)
- A nemibetegek kötelezõ gyógykezeltetésének kérdése (Budapest, 1917)
- Magyarország magánjogi törvénykönyvének törvényjavaslatáról (Budapest, 1928)
- Korunk jogfejlődésének irányát jelző eszmék (Budapest, 1930)